# Саша Ґарцетті
Саша Ґарцетті (нім.Sascha Garzetti); 1986, Цюрих, Швейцарія) — швейцарський поет та прозаїк.

## Освіта
Вивчав германістику, історію та нордистику в Цюрихському університеті. 2011 року навчався в Стокгольмському університеті. Після завершення навчання здобув викладацький диплом середньої школи Цюрихського університету. Викладає у Баденській кантональній школі.

## Творчість
Саша Ґарцетті пише вірші-верлібри та прозу швейцарським діалектом. Свої твори письменник і поет присвячує як соціальним і політичним проблемам, так і особистим. Окрім приватного та міжособистісного, у віршах Ґарцетті головну роль відіграє природне, а також спостереження з повсякденного життя. Заголовки його віршів завжди привертають до себе увагу і налаштовують на роздуми. Його поезія сповнена чуттєвих образів, що відкривають чарівний візуальний артистизм. В 2011 році у видавництві Вольбах (нім. Wolbach Verlag) вийшла друком збірка його поезії «Про розвиток зірок», у 2012 році — збірка «Розмова в кишені пальто» (нім. "Gespräch in der Manteltasche"). Збірка «І будинки не падають» ("Und die Häuser fallen nicht um") зˈявилась у 2015 році. Пізніше вийшов CD-проект «Am Kesselgrund der Nacht» (укр. "На дні нічного казанка") у співпраці з саксофоністом Маріо Шенкером та ілюстраторкою Саломе Айхенбергер.

## Ґарцетті та Україна
Саша Ґарцетті двічі гостював на міжнародному літературному фестивалі Meridian Chernowitz в Україні, де презентував свою поезію. «Ніде я так уважно, як у Чернівцях, не вслухався у чужі тексти і мови», — так описав свої враження від події поет. Перекладом віршів Ґарцетті зі швейцарської на українську займалась Ганна Гнедкова.